# Dichromorpha elegans
Espèce
Synonymes
- Clinocephalus elegans Morse, 1896
- Clinocephalus pulcher Rehn, J.A.G. & Hebard, 1905

Dichromorpha elegans est une espèce d'insectes orthoptères de la famille des Acrididae, de la sous-famille des Gomphocerinae et de la tribu des Orphulellini. Elle est trouvée sur la côte est des États-Unis en Amérique du Nord.